# Discografia dei Jethro Tull
La seguente è una discografia comprensiva del gruppo musicale britannico Jethro Tull.
Guidato dalla figura del flautista/cantante Ian Anderson, il gruppo ha costruito un proprio sound originale basato su elementi blues rock, folk rock e progressive rock. In circa cinquant'anni di attività, i Jethro Tull hanno venduto oltre 60 milioni di copie nel mondo, collezionando 11 dischi d'oro e 5 dischi di platino nei soli Stati Uniti d'America.

## Album

### Album in studio
| Anno                                                                                               | Titolo                                                                                               | Classifiche | Classifiche | Classifiche | Classifiche | Classifiche | Classifiche | Classifiche | Classifiche | Classifiche | Classifiche | Classifiche | Classifiche | Classifiche | Classifiche | Classifiche | Certificazioni                                   |
| Anno                                                                                               | Titolo                                                                                               | UK          | AUS         | AUT         | CAN         | DNK         | FIN         | GER         | ITA         | NLD         | NOR         | NZ          | SPA         | SWE         | SWI         | US          | Certificazioni                                   |
| -------------------------------------------------------------------------------------------------- | --- | ----------- | ----------- | ----------- | ----------- | ----------- | ----------- | ----------- | ----------- | ----------- | ----------- | ----------- | ----------- | ----------- | ----------- | ----------- | ------------------------------------------------ |
| 1968                                                                                               | This Was - Pubblicazione: 25 ottobre 1968 - Etichetta: Chrysalis                                     | 10          | —           | —           | 44          | —           | 13          | 28          | —           | —           | —           | —           | —           | —           | —           | 62          |                                                  |
| 1969                                                                                               | Stand Up - Pubblicazione: 1º agosto 1969 - Etichetta: Chrysalis                                      | 1           | 12          | —           | 20          | 5           | 3           | 5           | —           | 4           | 5           | —           | 6           | —           | —           | 20          | - UK: Argento - US: Oro                          |
| 1970                                                                                               | Benefit - Pubblicazione: 20 aprile 1970 - Etichetta: Chrysalis                                       | 3           | 4           | —           | 22          | 6           | 7           | 5           | 18          | 6           | 2           | —           | 3           | —           | —           | 11          | - US: Oro                                        |
| 1971                                                                                               | Aqualung - Pubblicazione: 19 marzo 1971 - Etichetta: Chrysalis                                       | 4           | 3           | —           | 5           | 3           | 6           | 5           | 2           | —           | 3           | —           | 3           | 7           | —           | 7           | - GER: Oro - ITA: Oro - UK: Oro - US: 3× Platino |
| 1972                                                                                               | Thick as a Brick - Pubblicazione: 3 marzo 1972 - Etichetta: Chrysalis                                | 5           | 1           | 8           | 1           | 1           | 4           | 2           | 2           | 3           | 3           | —           | 9           | 8           | —           | 1           | - US: Oro                                        |
| 1973                                                                                               | A Passion Play - Pubblicazione: 13 luglio 1973 - Etichetta: Chrysalis                                | 16          | 9           | 4           | 1           | 4           | 6           | 5           | 5           | —           | 5           | —           | 11          | —           | —           | 1           | - UK: Argento - US: Oro                          |
| 1974                                                                                               | War Child - Pubblicazione: 14 ottobre 1974 - Etichetta: Chrysalis                                    | 14          | 9           | —           | 3           | 9           | 20          | 27          | 7           | —           | 8           | —           | 2           | —           | —           | 2           | - US: Oro                                        |
| 1975                                                                                               | Minstrel in the Gallery - Pubblicazione: 5 settembre 1975 - Etichetta: Chrysalis                     | 20          | 20          | 7           | —           | 8           | 28          | 14          | 20          | —           | 13          | 23          | 11          | 50          | 6           | 7           | - UK: Argento - US: Oro                          |
| 1976                                                                                               | Too Old to Rock 'n' Roll: Too Young to Die! - Pubblicazione: 23 aprile 1976 - Etichetta: Chrysalis   | 25          | 27          | 10          | —           | 10          | 26          | 26          | —           | —           | 10          | 28          | 7           | 27          | 6           | 14          |                                                  |
| 1977                                                                                               | Songs from the Wood - Pubblicazione: 4 febbraio 1977 - Etichetta: Chrysalis                          | 13          | 26          | 23          | 7           | 8           | —           | 34          | 21          | 20          | 8           | —           | 9           | 22          | 13          | 8           | - CAN: Oro - UK: Argento - US: Oro               |
| 1978                                                                                               | Heavy Horses - Pubblicazione: 10 aprile 1978 - Etichetta: Chrysalis                                  | 20          | 17          | 18          | 14          | —           | —           | 19          | —           | —           | 13          | 34          | —           | 27          | 14          | 19          | - CAN: Oro - UK: Argento - US: Oro               |
| 1979                                                                                               | Stormwatch - Pubblicazione: 14 settembre 1979 - Etichetta: Chrysalis                                 | 27          | 17          | 46          | 18          | —           | —           | 8           | —           | —           | 15          | 27          | 26          | —           | 25          | 22          | - CAN: Oro - US: Oro                             |
| 1980                                                                                               | A - Pubblicazione: 29 agosto 1980 - Etichetta: Chrysalis                                             | 25          | 47          | 10          | —           | —           | —           | 21          | —           | —           | 9           | —           | 25          | —           | 9           | 30          |                                                  |
| 1982                                                                                               | The Broadsword and the Beast - Pubblicazione: 10 aprile 1982 - Etichetta: Chrysalis                  | 27          | 18          | 18          | 10          | —           | —           | 14          | —           | —           | 14          | 50          | 30          | —           | —           | 19          | - UK: Argento                                    |
| 1984                                                                                               | Under Wraps - Pubblicazione: 7 settembre 1984 - Etichetta: Chrysalis                                 | 18          | 45          | —           | —           | —           | —           | 15          | —           | —           | —           | —           | —           | 43          | 9           | 76          |                                                  |
| 1985                                                                                               | A Classic Case (con la London Symphony Orchestra) - Pubblicazione: 31 dicembre 1985 - Etichetta: RCA | —           | —           | —           | —           | —           | —           | —           | —           | —           | —           | —           | —           | —           | —           | 93          |                                                  |
| 1987                                                                                               | Crest of a Knave - Pubblicazione: 11 settembre 1987 - Etichetta: Chrysalis                           | 19          | 57          | 19          | 39          | —           | 40          | 10          | —           | —           | —           | —           | —           | 40          | 7           | 32          | - CAN: Oro - UK: Oro - US: Oro                   |
| 1989                                                                                               | Rock Island - Pubblicazione: 21 agosto 1989 - Etichetta: Chrysalis                                   | 18          | 91          | 20          | 84          | —           | 26          | 5           | —           | 85          | 14          | —           | —           | 35          | 7           | 56          | - UK: Argento                                    |
| 1991                                                                                               | Catfish Rising - Pubblicazione: 10 settembre 1991 - Etichetta: Chrysalis                             | 27          | —           | 36          | —           | —           | 30          | 21          | —           | —           | 12          | —           | —           | 48          | 12          | 88          |                                                  |
| 1995                                                                                               | Roots to Branches - Pubblicazione: 4 settembre 1995 - Etichetta: Chrysalis                           | 20          | —           | —           | —           | —           | 31          | 55          | —           | —           | 27          | —           | —           | 21          | 25          | 114         |                                                  |
| 1999                                                                                               | J-Tull Dot Com - Pubblicazione: 23 agosto 1999 - Etichetta: Varèse Sarabande                         | 44          | —           | —           | —           | —           | —           | 15          | —           | —           | —           | —           | —           | —           | 50          | 161         |                                                  |
| 2003                                                                                               | The Jethro Tull Christmas Album - Pubblicazione: 30 settembre 2003 - Etichetta: Fuel 2000            | —           | —           | —           | —           | —           | —           | 51          | —           | —           | —           | —           | —           | —           | —           | —           |                                                  |
| 2022                                                                                               | The Zealot Gene - Pubblicazione: 28 gennaio 2022 - Etichetta: Inside Out Music                       | —           | —           | —           | —           | —           | —           | —           | —           | —           | —           | —           | —           | —           | —           | —           |                                                  |
| 2023                                                                                               | RökFlöte - Pubblicazione: 21 aprile 2023 - Etichetta: Inside Out Music                               | —           | —           | —           | —           | —           | —           | —           | —           | —           | —           | —           | —           | —           | —           | —           |                                                  |
| 2025                                                                                               | Curious Ruminant - Pubblicazione: 7 marzo 2025 - Etichetta: Inside Out Music                         | —           | —           | —           | —           | —           | —           | —           | —           | —           | —           | —           | —           | —           | —           | —           |                                                  |
| "—" indica una pubblicazione che non si è classificata o che non è stata pubblicata in quel Paese. | |             |             |             |             |             |             |             |             |             |             |             |             |             |             |             |                                                  |

### Raccolte
| Anno                                                                                               | Titolo | Classifiche | Classifiche | Classifiche | Classifiche | Classifiche | Classifiche | Classifiche | Classifiche | Classifiche | Classifiche | Classifiche | Certificazioni                     |
| Anno                                                                                               | Titolo | UK          | AUS         | CAN         | FIN         | GER         | ITA         | NOR         | NZ          | SPA         | SWI         | US          | Certificazioni                     |
| -------------------------------------------------------------------------------------------------- | --- | ----------- | ----------- | ----------- | ----------- | ----------- | ----------- | ----------- | ----------- | ----------- | ----------- | ----------- | ---------------------------------- |
| 1972                                                                                               | Living in the Past (album) - Pubblicazione: 23 giugno 1972 - Etichetta: Chrysalis                          | 8           | 2           | 1           | 6           | 8           | 4           | 5           | —           | 6           | —           | 3           | - UK: Argento - US: Oro            |
| 1976                                                                                               | M.U. - The Best of Jethro Tull - Pubblicazione: 9 gennaio 1976 - Etichetta: Chrysalis                      | 44          | 13          | 25          | —           | —           | —           | —           | 24          | 12          | —           | 13          | - GER: Oro - UK: Oro - US: Platino |
| 1977                                                                                               | Repeat: The Best of Jethro Tull - Vol. II - Pubblicazione: 9 settembre 1977 - Etichetta: Chrysalis         | —           | 92          | —           | —           | —           | —           | —           | —           | —           | —           | 94          |                                    |
| 1985                                                                                               | Original Masters - Pubblicazione: 13 novembre 1985 - Etichetta: Chrysalis                                  | 63          | —           | —           | —           | —           | —           | —           | —           | —           | —           | —           | - UK: Argento - US: Platino        |
| 1988                                                                                               | 20 Years of Jethro Tull (3-CD Box Set) - Pubblicazione: 27 giugno 1988 - Etichetta: Chrysalis              | 78          | —           | —           | —           | —           | —           | —           | —           | —           | —           | 97          | - US: Oro                          |
| 1988                                                                                               | 20 Years of Jethro Tull: Highlights - Pubblicazione: 11 ottobre 1988 - Etichetta: Chrysalis                | —           | —           | —           | —           | —           | —           | —           | —           | —           | —           | —           |                                    |
| 1993                                                                                               | 25th Anniversary Box Set - Pubblicazione: 26 aprile 1993 - Etichetta: Chrysalis                            | —           | —           | —           | —           | 81          | —           | —           | —           | —           | —           | —           |                                    |
| 1993                                                                                               | The Best of Jethro Tull: The Anniversary Collection - Pubblicazione: 24 maggio 1993 - Etichetta: Chrysalis | —           | —           | —           | —           | —           | —           | —           | —           | —           | —           | —           |                                    |
| 1993                                                                                               | Nightcap - Pubblicazione: 22 novembre 1993 - Etichetta: Chrysalis                                          | —           | —           | —           | —           | —           | —           | —           | —           | —           | —           | —           |                                    |
| 1997                                                                                               | Through the Years - Pubblicazione: 23 gennaio 1997 - Etichetta: EMI                                        | —           | —           | —           | —           | —           | —           | —           | —           | —           | —           | —           |                                    |
| 2001                                                                                               | The Very Best of Jethro Tull - Pubblicazione: 14 maggio 2001 - Etichetta: Chrysalis                        | —           | —           | —           | —           | 65          | 47          | 13          | —           | —           | 99          | —           | - UK: Oro                          |
| 2003                                                                                               | The Essential Jethro Tull - Pubblicazione: 24 marzo 2003 - Etichetta: Chrysalis                            | —           | —           | —           | —           | —           | —           | —           | —           | —           | —           | —           |                                    |
| 2007                                                                                               | The Best of Acoustic Jethro Tull - Pubblicazione: 12 marzo 2007 - Etichetta: Chrysalis                     | —           | —           | —           | —           | —           | —           | —           | —           | —           | —           | —           |                                    |
| 2018                                                                                               | 50 for 50 - Pubblicazione: 1º giugno 2018 - Etichetta: Parlophone                                          | 73          | —           | —           | —           | 48          | 80          | —           | —           | —           | 65          | —           |                                    |
| 2018                                                                                               | 50th Anniversary Collection - Pubblicazione: 1º giugno 2018 - Etichetta: Parlophone                        | —           | —           | —           | —           | —           | —           | —           | —           | —           | —           | —           |                                    |
| 2020                                                                                               | Stormwatch 2 - Pubblicazione: 2020 - Etichetta: Parlophone                                                 | —           | —           | —           | —           | —           | —           | —           | —           | —           | —           | —           |                                    |
| 2022                                                                                               | Warchild II - Pubblicazione: 2022 - Etichetta: Parlophone                                                  | —           | —           | —           | —           | —           | —           | —           | —           | —           | —           | —           |                                    |
| 2024                                                                                               | The Chateau D'Herouville Session 1972 - Pubblicazione: 15 marzo 2024 - Etichetta: Parlophone               | —           | —           | —           | —           | —           | —           | —           | —           | —           | —           | —           |                                    |
| 2025                                                                                               | Songs From The Vault 1975 -1978 - Pubblicazione: 12 aprile 2025 - Etichetta: Parlophone                    | —           | —           | —           | —           | —           | —           | —           | —           | —           | —           | —           |                                    |
| "—" indica una pubblicazione che non si è classificata o che non è stata pubblicata in quel Paese. | |             |             |             |             |             |             |             |             |             |             |             |                                    |

### Album dal vivo
| Anno                                                                                               | Titolo | Classifiche | Classifiche | Classifiche | Classifiche | Classifiche | Classifiche | Classifiche | Classifiche | Classifiche | Classifiche | Certificazioni                     |
| Anno                                                                                               | Titolo | UK          | AUS         | AUT         | CAN         | GER         | ITA         | NOR         | NZ          | SWI         | US          | Certificazioni                     |
| -------------------------------------------------------------------------------------------------- | --- | ----------- | ----------- | ----------- | ----------- | ----------- | ----------- | ----------- | ----------- | ----------- | ----------- | ---------------------------------- |
| 1978                                                                                               | Bursting Out - Pubblicazione: 22 settembre 1978 - Etichetta: Chrysalis                                      | 17          | 20          | 16          | 24          | 16          | —           | 20          | 19          | —           | 21          | - CAN: Oro - UK: Argento - US: Oro |
| 1990                                                                                               | Live at Hammersmith '84 - Pubblicazione: 10 dicembre 1990 - Etichetta: Strange Fruit                        | —           | —           | —           | —           | —           | —           | —           | —           | —           | —           |                                    |
| 1992                                                                                               | A Little Light Music - Pubblicazione: 14 settembre 1992 - Etichetta: Chrysalis                              | 34          | —           | —           | —           | —           | —           | —           | —           | 22          | 150         |                                    |
| 1995                                                                                               | Jethro Tull in Concert - Pubblicazione: 1995 - Etichetta: BBC Music                                         | —           | —           | —           | —           | —           | —           | —           | —           | —           | —           |                                    |
| 2002                                                                                               | Living in the Past (album) - Pubblicazione: 30 aprile 2002 - Etichetta: Eagle Records                       | —           | —           | —           | —           | 75          | —           | —           | —           | —           | —           | - CAN: Oro - US: Oro               |
| 2004                                                                                               | Nothing Is Easy: Live at the Isle of Wight 1970 - Pubblicazione: 2 novembre 2004 - Etichetta: Eagle Records | —           | —           | —           | —           | —           | —           | —           | —           | —           | —           |                                    |
| 2005                                                                                               | Aqualung Live - Pubblicazione: 19 settembre 2005 - Etichetta: Fuel 2000                                     | —           | —           | —           | —           | 78          | —           | —           | —           | —           | —           |                                    |
| 2007                                                                                               | Live at Montreux 2003 - Pubblicazione: 21 agosto 2007 - Etichetta: Eagle Records                            | —           | —           | —           | —           | 38          | 87          | —           | —           | —           | —           |                                    |
| 2009                                                                                               | Live at Madison Square Garden 1978 - Pubblicazione: 21 settembre 2009 - Etichetta: EMI                      | —           | —           | —           | —           | —           | —           | —           | —           | —           | —           |                                    |
| 2015                                                                                               | Live at Carnegie Hall 1970 - Pubblicazione: 18 aprile 2015 - Etichetta: Parlophone                          | —           | —           | —           | —           | —           | —           | —           | —           | —           | —           |                                    |
| "—" indica una pubblicazione che non si è classificata o che non è stata pubblicata in quel Paese. | |             |             |             |             |             |             |             |             |             |             |                                    |

## Singoli
| Anno                                                                                               | Singolo                                    | Classifiche | Classifiche | Classifiche | Classifiche | Classifiche | Classifiche | Classifiche | Classifiche | Classifiche | Classifiche | Classifiche | Album di provenienza                        |
| Anno                                                                                               | Singolo                                    | UK          | AUS         | AUT         | BEL         | CAN         | FIN         | GER         | IRL         | NLD         | US          | US Rock     | Album di provenienza                        |
| -------------------------------------------------------------------------------------------------- | ------------------------------------------ | ----------- | ----------- | ----------- | ----------- | ----------- | ----------- | ----------- | ----------- | ----------- | ----------- | ----------- | ------------------------------------------- |
| 1968                                                                                               | Sunshine Day                               | —           | —           | —           | —           | —           | —           | —           | —           | —           | —           | —           |                                             |
| 1968                                                                                               | Song for Jeffrey                           | —           | —           | —           | —           | —           | —           | —           | —           | —           | —           | —           | This Was                                    |
| 1969                                                                                               | Love Story                                 | 29          | 51          | —           | —           | —           | —           | —           | —           | —           | —           | —           | Living in the Past (album)                  |
| 1969                                                                                               | Living in the Past                         | 3           | 36          | —           | 25          | 16          | 26          | —           | 5           | —           | 11          | —           | Living in the Past (album)                  |
| 1969                                                                                               | Sweet Dream                                | 7           | —           | 13          | —           | —           | 24          | 14          | 11          | —           | —           | —           | Living in the Past (album)                  |
| 1970                                                                                               | Bourée                                     | —           | —           | —           | 20          | —           | —           | 37          | —           | 5           | —           | —           | Stand Up                                    |
| 1970                                                                                               | The Witches Promise                        | 4           | 91          | —           | —           | —           | 26          | 28          | 6           | 23          | —           | —           | Living in the Past                          |
| 1970                                                                                               | Alive and Well and Living In               | —           | —           | —           | —           | —           | —           | —           | —           | —           | —           | —           | Benefit                                     |
| 1971                                                                                               | Hymn 43                                    | —           | —           | —           | —           | 86          | —           | —           | —           | —           | 91          | —           | Aqualung                                    |
| 1971                                                                                               | Locomotive Breath                          | —           | —           | —           | —           | —           | —           | —           | —           | —           | 62          | —           | Aqualung                                    |
| 1971                                                                                               | Life Is a Long Song                        | 11          | —           | —           | —           | —           | 30          | 41          | 14          | —           | —           | —           | Living in the Past (album)                  |
| 1973                                                                                               | A Passion Play                             | —           | —           | —           | —           | —           | —           | 50          | —           | —           | 80          | —           | A Passion Play                              |
| 1974                                                                                               | Bungle in the Jungle                       | —           | 32          | —           | —           | 4           | —           | —           | —           | —           | 12          | —           | War Child                                   |
| 1975                                                                                               | Minstreal in the Gallery                   | —           | —           | —           | —           | —           | —           | —           | —           | —           | 79          | —           | Minstrel in the Gallery                     |
| 1976                                                                                               | Too Old to Rock and Roll:Too Young to Die  | —           | —           | —           | —           | —           | —           | —           | —           | —           | —           | —           | Too Old to Rock 'n' Roll: Too Young to Die! |
| 1976                                                                                               | Ring Out, Solstice Bells                   | 28          | —           | —           | —           | —           | —           | —           | —           | —           | —           | —           | Songs from the Wood                         |
| 1977                                                                                               | The Whistler                               | —           | —           | —           | —           | 71          | —           | —           | —           | —           | 59          | —           | Songs from the Wood                         |
| 1978                                                                                               | Moths                                      | —           | —           | —           | —           | —           | —           | —           | —           | —           | —           | —           | Heavy Horses                                |
| 1979                                                                                               | North Sea Oil                              | —           | —           | —           | —           | —           | —           | —           | —           | —           | —           | —           | Stormwatch                                  |
| 1979                                                                                               | Home                                       | —           | —           | —           | —           | —           | —           | —           | —           | —           | —           | —           | Stormwatch                                  |
| 1980                                                                                               | Working John, Working Joe/"Flyngday Flyer" | —           | —           | —           | —           | —           | —           | —           | —           | —           | —           | —           | A                                           |
| 1982                                                                                               | Fallen On Hard Times                       | —           | —           | —           | —           | —           | —           | —           | —           | —           | —           | 20          | The Broadsword and the Beast                |
| 1984                                                                                               | Lap of Luxury                              | 70          | —           | —           | —           | —           | —           | —           | —           | —           | —           | 30          | Under Wraps                                 |
| 1987                                                                                               | Farm on the Freeway                        | —           | —           | —           | —           | —           | —           | —           | —           | —           | —           | 7           | Crest of a Knave                            |
| 1987                                                                                               | Steel Monkey                               | 84          | —           | —           | —           | —           | —           | —           | —           | —           | —           | 10          | Crest of a Knave                            |
| 1988                                                                                               | Said She Was a Dancer                      | 55          | —           | —           | —           | —           | —           | —           | —           | —           | —           | —           | Crest of a Knave                            |
| 1988                                                                                               | Jump Start                                 | —           | —           | —           | —           | —           | —           | —           | —           | —           | —           | 12          | Crest of a Knave                            |
| 1988                                                                                               | Part of the Machine                        | —           | —           | —           | —           | —           | —           | —           | —           | —           | —           | 10          | 20 Years of Jethro Tull                     |
| 1988                                                                                               | Kissing Willie                             | —           | —           | —           | —           | —           | —           | —           | —           | —           | —           | 6           | Rock Island                                 |
| 1989                                                                                               | Another Christmas Song                     | 95          | —           | —           | —           | —           | —           | —           | —           | —           | —           | —           | Rock Island                                 |
| 1991                                                                                               | This Is Not Love                           | —           | —           | —           | —           | —           | —           | —           | —           | —           | —           | 14          | Catfish Rising                              |
| 1992                                                                                               | Rocks on the Road                          | 47          | —           | —           | —           | —           | —           | —           | —           | —           | —           | —           | Catfish Rising                              |
| 1993                                                                                               | Living in the (Slightly More Recent) Past  | 32          | —           | —           | —           | —           | —           | —           | —           | —           | —           | —           |                                             |
| 2004                                                                                               | The Jethro Tull Christmas EP               | 78          | —           | —           | —           | —           | —           | —           | —           | —           | —           | —           |                                             |
| "—" indica una pubblicazione che non si è classificata o che non è stata pubblicata in quel Paese. |                                            |             |             |             |             |             |             |             |             |             |             |             |                                             |

## Videografia

### Album video
- 1981 – Slipstream (VHS, Laserdisc)
- 1988 – 20 Years of Jethro Tull (VHS)
- 1994 – A New Day Yesterday: 1969-1994 The 25th Anniversary Collection (VHS, DVD)
- 2002 – Living with the Past (DVD, VHS, CD)
- 2005 – Nothing Is Easy: Live at the Isle of Wight 1970 (DVD, CD)
- 2007 – Live at Montreux (DVD, Blu-ray, CD)
- 2008 – Jack in the Green: Live in Germany 1970-1993 (DVD)
- 2008 –  Classic Artists - Jethro Tull (DVD)
- 2009 – Live at Madison Square Garden (DVD, CD)
- 2009 – Live at AVO Session Basel (DVD)
- 2013 – Around the World Live (4-DVD Box Set)